# Кошарава (гмина)
Кошарава (пол. Koszarawa) — сельская гмина (волость) в Польше, входит как административная единица в Живецкий повет, Силезское воеводство. Население — 2515 человек (на 2004 год).
По данным 2002 года, площадь Гмина Кошарава — 31,24 квадратных километра, в том числе:
- для сельскохозяйственного использования: 44 %
- лесные угодья: 52 %

Муниципалитет составляет 3 % площади района.

## Демография
Данные по переписи 2004 года:
| Перепись                       | Всего   | Всего | Женщины | Женщины | Мужчины | Мужчины |
| ------------------------------ | ------- | ----- | ------- | ------- | ------- | ------- |
| Единицы                        | человек | %     | человек | %       | человек | %       |
| Население                      | 2515    | 100   | 1258    | 50      | 1257    | 50      |
| Плотность населения (чел./км²) | 80,5    | 80,5  | 40,3    | 40,3    | 40,2    | 40,2    |

## Соседние гмины
1. Гмина Елесня
2. Гмина Стрышава
3. Гмина Завоя